# Max Valier
Max Valier (Bolzano, Dél-Tirol, 1895. február 9. – Berlin, 1930. május 17.) osztrák író és rakétakutató, műkedvelő csillagász.

## Életpályálya
1913-tól az Innsbrucki Egyetem keretében fizikát, matematikát, csillagászatot és meteorológiát tanult. Az első világháborúban az osztrák–magyar hadsereg repülő hadnagya volt. Egy repülőgép teszt során gépüket lelőtték, kórházi ápolásra szorult. Tanulmányait a bécsi, innsbrucki és müncheni egyetemeken matematikai–fizikai és csillagászati ismeretekkel befejezte. 1919-től tudományos ismeretterjesztéssel foglalkozott. Hermann Oberth 1923-ban megjelent Rakétával a bolygóközi térben (Die Rakete zu den Planetenräumen) című könyvét 1924-ben elolvasva, azonnal levelezésbe kezdett a szerzővel. Barátságuk több éven keresztül tartott. Figyelme teljesen az űrhajózás és a rakétatechnika felé fordult.

## Kutatási területei
A rakéta felhasználásáról az volt az álláspontja, hogy előbb a szárazföldi és a légi járművek hajtóműveként kell felhasználni. Kísérleteit lőporos rakétákkal kezdte. 1928-ban Fritz von Opel támogatásával két (szilárd) rakétahajtású versenygépkocsit (Opel RAK 2), majd három utas nélküli sínautót épített. Utóbbi kísérletei kudarcot vallottak, ezért rakétaszánnal próbálkozott. A befagyott Eibseen és a starnbergi tavon 380 kilométer/óra (km/h) sebességet ért el. Eredményesek voltak a modellrepülőgépek rakétahajtásával végzett kísérletei. 1929-től a folyékony hajtóanyagú rakéta kialakításán fáradozott. 1930. január 25-én a Heylandt üzemben volt az első sikeres folyékony üzemanyag-tesztégetés (öt perc). 1930. április 19-én végezte az első tesztvezetést folyékony meghajtású rakétaautóval (Opel RAK 7). Egy alkohol-üzemanyagú rakéta laboratóriumi tesztelése közben vesztette életét.

## Írásai
1924 – Előre az űrbe (németül: Vorstoß in den Weltenraum) című könyvében Hermann Oberth gondolatait magyarázta. 1930-ig hat kiadást ért meg.

## Szakmai sikerek
- Dél-Tirolban számos intézmény viseli a nevét
- Emlékére a Hold túlsó oldalán krátert neveztek el